# Eria nepalensis
Eria nepalensis är en orkidéart som beskrevs av Bajrach. och K.K.Shrestha. Eria nepalensis ingår i släktet Eria och familjen orkidéer.
Artens utbredningsområde är Nepal. Inga underarter finns listade i Catalogue of Life.